# 嘔吐剤
嘔吐剤（おうとざい）は、上部気道や眼を強く刺激し、催涙効果と激しいくしゃみ、咳、嘔吐、不快感を引き起こす化学兵器である。くしゃみ剤と呼ばれる場合もある。
常温では固体で使用時は溶媒に溶かしてエアロゾルとして拡散させる。吸入もしくは眼への直接作用によって効果が生じる。
ジフェニルクロロアルシンとジフェニルシアノアルシンは旧日本軍がくしゃみ剤（あか剤）として製造していた。現在でも旧日本軍の関連施設跡地周辺の土壌中などから旧日本軍のものと思われる物質やその分解物が検出されることがある。